# アンニ・シュトイヤー
アンニ・シュトイヤー（Anni Steuer, 後にAnni Steuer Ludewig, 1913年2月12日 - ?）は、ドイツの陸上競技選手である。彼女は、1936年ベルリンオリンピックの80メートルハードル走 で銀メダルを獲得した。

## 経歴
アンニ・シュトイヤーは、当時ドイツ帝国領だったメッツ（メス）で1913年に生まれた。80メートルハードル走に主に取り組み、自国で開催された1936年ベルリンオリンピックでも80メートルハードル走に出場した。
1次予選では3組で12秒1の3位、準決勝ではイタリア代表のトレビゾンダ・ヴァッラ、カナダ代表のエリザベス・テイラーに続いて11秒7で3位となって決勝に進出した。決勝では手動計時では1位から4位の選手が11秒7の同タイムという熾烈な争いとなったが、電気計時ではヴァッラが11秒748で1位、シュトイヤーは11秒809の2位、テイラーが11秒811で3位という結果となって銀メダルを獲得することになった。彼女が出したこの記録は、生涯最高の記録でもあった。